# نادي براني لكرة اليد
نادي براني لكرة اليد هو نادي كرة يد في الجبل الأسود تأسس في سنة 1949. تبلغ سعة ملعبه 3000 متفرجا. يقع مقره في براني. فاز بالدوري مرة واحدة سنة 2008.